# لويس ج. كاموتي
لويس ج. كاموتي (بالإنجليزية: Louis J. Camuti)‏ من مواليد 30 أوت 1893 كان طبيب قطط بنيويورك، قدم خدمة الزيارات المنزلية للقطط ومالكيها على مدى 16 سنة، كان أول طبيب بيطري أمريكي يخصص كل عمله للقطط.